# Женское письмо
Женское письмо — литературная категория, обособленная область литературоведения, основанная на представлении о том, что опыт женщин исторически отличается от мужского опыта, и поэтому писательницы по определению представляют собой группу, достойную отдельного изучения: «Их тексты возникают из и вмешиваются в условия, обычно сильно отличающиеся от тех, что порождают большинство мужских сочинений». Дело не в тематике или политической позиции конкретного автора, а в её поле, то есть в её положении как женщины в литературном мире.
Женское письмо как отдельная область литературных исследований и практики явно признается количеством специализированных журналов, организаций, премий и конференций, которые сосредоточены в основном или исключительно на текстах, созданных женщинами. Женское письмо как признанная область исследований развивается с 1970-х годов. Большинство программ английской и американской литературы предлагают курсы по конкретным аспектам литературы для женщин, и женское письмо обычно считается отдельной областью специализации.
Сами писательницы давно заинтересованы в том, чтобы проследить «женскую традицию» в писательстве. «The Female Advocate: A Poem Occasioned by Reading Mr Duncombe’s Feminead» Мэри Скотт (1774 год) — одно из самых известных произведений такого рода в XVIII веке, в период, когда число публикаций писательниц резко возросло. В 1803 году Мэри Хейс опубликовала шеститомную «Женскую биографию» . А «Своя комната» Вирджинии Вульф (1929) иллюстрирует стремление времён модерна исследовать традицию женского письма. Однако Вульф попыталась объяснить то, что она воспринимала как отсутствие, а к середине века внимание учёных стало направлено на поиск и возвращение «потерянных» писательниц. Их было много: редакторы словарей или антологий женского письма обычно ссылаются на трудности выбора среди всего доступного материала.
Вопрос о том, существует ли «женская традиция», остается досадным; некоторые учёные и редакторы ссылаются на «женский канон» и женское «литературное происхождение» и стремятся «выявить повторяющиеся темы и проследить эволюционные и взаимосвязанные модели» в женском творчестве, но диапазон женского письма во времени и пространстве настолько велик, что, по мнению некоторых, некорректно говорить о «женском письме» в универсальном смысле: Клэр Бак называет «женское письмо» «неустойчивой категорией». Кроме того, писательниц нельзя рассматривать отдельно от их современников-мужчин и более широкой литературной традиции. Недавние исследования расы, класса и сексуальности в литературе ещё больше усложняют проблему и препятствуют стремлению постулировать одну «женскую традицию». Некоторые учёные, такие как Роджер Лонсдейл, отмечают, что существует что-то общее и что «небезосновательно рассматривать [писательниц] в некоторых аспектах как особый случай, учитывая их образовательную незащищённость и ограниченность представлений о собственно „женственности“ в социальном и литературном поведении, с которым они столкнулись». Таким образом, использование термина «женское письмо» подразумевает веру в то, что женщины в некотором смысле составляют группу, какой бы разнообразной она ни была, которая разделяет позицию различия в зависимости от пола.
На Западе вторая волна феминизма привела к общему раскрытию исторического вклада женщин, и различные академические субдисциплины, такие как женская история и женское письмо, развились в ответ на убеждение, что жизнь и вклад женщин недостаточно представлены как сферы научного интереса. Большая часть этого раннего периода феминистского литературоведения была посвящена повторному открытию и восстановлению текстов, написанных женщинами. Такие исследования, как «Mothers of the Novel: 100 Good Women Writers Before Jane Austen» Дейла Спендера (1986) и «The Rise of the Woman Novelist» Джейн Спенсер (1986), были новаторскими в своём утверждении, что женщины писали всегда. Соразмерно этому росту научного интереса, различные издательства приступили к переизданию давно не издававшихся текстов. Virago Press начала публиковать свой большой список романов XIX и начала XX веков в 1975 году и стала одним из первых коммерческих изданий, присоединившихся к проекту восстановления имён. В 1980-х Pandora Press, ответственная за публикацию исследования Спендера, выпустила сопутствующую серию романов XVIII века, написанных женщинами. В последнее время Broadview Press продолжает выпускать романы XVIII и XIX веков, многие из которых до сих пор не были изданы, а в Университете Кентукки есть серия переизданий ранних женских романов. Соразмерно увеличился объём биографических словарей о писательницах из-за, как выразился один из редакторов, представления, что «[большинство] наших женщин не представлены в „стандартных“ справочниках в этой области».
В книге Элейн В. Беллин «Redeeming Eve: Women Writers of the English Renaissance» упоминается недостаточное представительство женщин в литературе эпохи Возрождения и исследуется идея отсутствия свидетельств существования писательниц того периода. Широкий интерес к женскому письму развивался вместе с общей переоценкой и расширением литературного канона и находился под его влиянием. Интерес к постколониальной литературе, литературе геев и лесбиянок, творчеству цветных людей, творчеству рабочих и культурным произведениям других исторически маргинализированных групп привел к широкомасштабному расширению того, что до сих пор считалось «литературой», и жанры, не считавшиеся «литературными» (например, детские сочинения, журналы, письма и путевые заметки, среди многих других), в настоящее время являются предметом научного интереса. Большинство жанров и поджанров подверглись аналогичному анализу, так что теперь можно увидеть работы, например, о «женской готике» или женской научной фантастике.